# Steve Augeri
Steve Augeri (nacido el 30 de enero de 1959 en Brooklyn, Nueva York) es un cantante de rock estadounidense, más conocido por su trabajo con las bandas Tyketto y Journey. Se convirtió en el reemplazo del cantante Steve Perry en Journey, banda con la que grabó dos álbumes de estudio: Arrival (2001) y Generations (2005), además de un EP titulado Red 13 (2002).

## Discografía

### Con Steve Augeri Band
- Riverside (2010)
- Photograph (2011)
- Hours in the Day (2012)
- Rich Mans World (2012)
- Home This Christmas Time (2012)
- Behind the Sun (2013)
- For the Rest of My Life (2013)
- Home Again (2014)
- Tin Soldier (2014)
- Faces (2014)
- In The Moment (2015)
- Riverside (Mississippi Mix) (2015)

### Con Tall Stories
- Tall Stories (1991)
- Skyscraper (2009)

### Con Tyketto
- Shine (1995)
- Take Out and Served Up Live (1996)

### Con Journey
- Arrival (2001)
- Red 13 (EP - 2002)
- Generations (2005)

### Con Steve Augeri
- Seven Ways 'Til Sunday (2022)